# Hadrodactylus gracilipes
Hadrodactylus gracilipes  (лат.) — вид мелких наездников—ихневмонид (Ichneumonidae) рода Hadrodactylus из подсемейства Ctenopelmatinae. Палеарктика: Западная Европа (Великобритания), Россия (в том числе Ленинградская область, Ярославская область). Птеростигма коричневая со светлым оттенком. 5-й членик задней лапки в 1,6-1,7 раза длиннее 4-го членика, но короче третьего членика. Гипопигий самки (6-й стернит брюшка) чёрного цвета, а 2-й тергит красный с чёрными отметинами в апикальной части. 1-й тергит брюшка у самок удлинённый (длина в 3—5 раз больше своей ширины), клипеус грубо пунктированный, в переднем крыле развито зеркальце. Предположительно, как и другие виды рода паразитируют на пилильщиках трибы Dolerini из семейства Tenthredinidae.
Вид был впервые описан в 1883 году шведским энтомологом Карлом Густафом Томсоном (Carl Gustaf Thomson; 1824—1899), а его валидный статус подтверждён в 2011 году российским гименоптерологом Дмитрием Рафаэлевичем Каспаряном.